# Pterolophia parachapaensis
Pterolophia parachapaensis là một loài bọ cánh cứng trong họ Cerambycidae.